# Abbazia di San Fruttuoso
L'abbazia di San Fruttuoso di Capodimonte è un luogo di culto cattolico situato nella baia omonima nel comune di Camogli, luogo detto anche Capodimonte, all'interno del parco terrestre e marino del Monte di Portofino. La chiesa è sede della parrocchia omonima del vicariato di Recco-Uscio-Camogli dell'arcidiocesi di Genova.
L'abbazia è dedicata a san Fruttuoso di Tarragona, vescovo e santo catalano del III secolo, le cui ceneri sono conservate presso l'abbazia, dove sarebbero state traslate a seguito dell'invasione araba della Penisola Iberica.
L'abbazia non è raggiungibile da alcuna arteria stradale, ma vi si può accedere soltanto via mare oppure percorrendo due panoramici sentieri: uno che scende dal soprastante monte di Portofino e l'altro che percorre la costa partendo dalla baia di Portofino. L'abbazia prospetta sull'antistante spiaggia balneabile.
Nella sua baia è collocata la celebre statua del Cristo degli abissi, posta nel 1954 sul fondale marino e restaurata negli anni novanta. 
Dal 1983 l'abbazia fa parte dei beni architettonici del Fondo Ambiente Italiano, grazie alla donazione dei proprietari Frank e Orietta Pogson Doria Pamphilj. Periodicamente vi si svolgono concerti di musica classica e leggera e altre iniziative promosse dal FAI.
Nel 1951 vi fu girato il film Il diavolo in convento di Nunzio Malasomma con Gilberto Govi.
Nel 2014 l'Istituto Poligrafico e Zecca dello Stato ha coniato delle monete dal valore di 5 euro in argento per l'abbazia di San Fruttuoso (serie Italia delle Arti).

## Storia

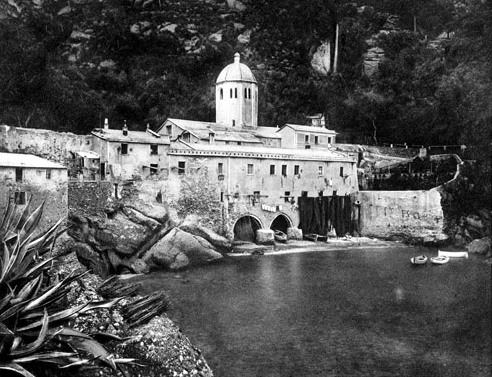
Il complesso abbaziale in una fotografia di fine Ottocento e inizio Novecento

Le origini del complesso abbaziale risalgono, secondo la leggenda, all'VIII secolo, quando Prospero, vescovo di Tarragona, per sfuggire all'invasione araba della Spagna, si rifugiò nella baia costruendovi una piccola chiesa per conservare le reliquie del martire san Fruttuoso.
Un primo edificio religioso fu costruito a mezza costa, nella località oggi detta "Chiesa Vecchia", dove ancora si vedono pochi resti di un'antica costruzione, mentre l'attuale abbazia sarebbe sorta intorno alla metà del IX secolo e fu ricostruita tra la fine del X secolo e l'inizio dell'XI per volere di Adelaide di Borgogna, vedova dell'imperatore Ottone I di Sassonia.
Nello stesso secolo l'abbazia passò ai monaci benedettini e fu ingrandita nel XII secolo con l'aggiunta di un piano.
Nel XIII secolo vi fu aggiunto il corpo edilizio con loggiato verso il mare, ad opera della famiglia genovese dei Doria, che utilizzò una sala dell'abbazia per le proprie sepolture.
Il chiostro superiore fu ricostruito nel XVI secolo per volontà di Andrea Doria, mentre nel 1562 fu costruito il torrione di avvistamento quadrato che tuttora domina la baia.
L'abbazia fu in seguito abbandonata e utilizzata come abitazione. Nel 1933 fu restaurata dallo Stato Italiano e nel 1983 i Doria Pamphili donarono gli edifici e i terreni al FAI - Fondo per l'Ambiente italiano.

## Descrizione

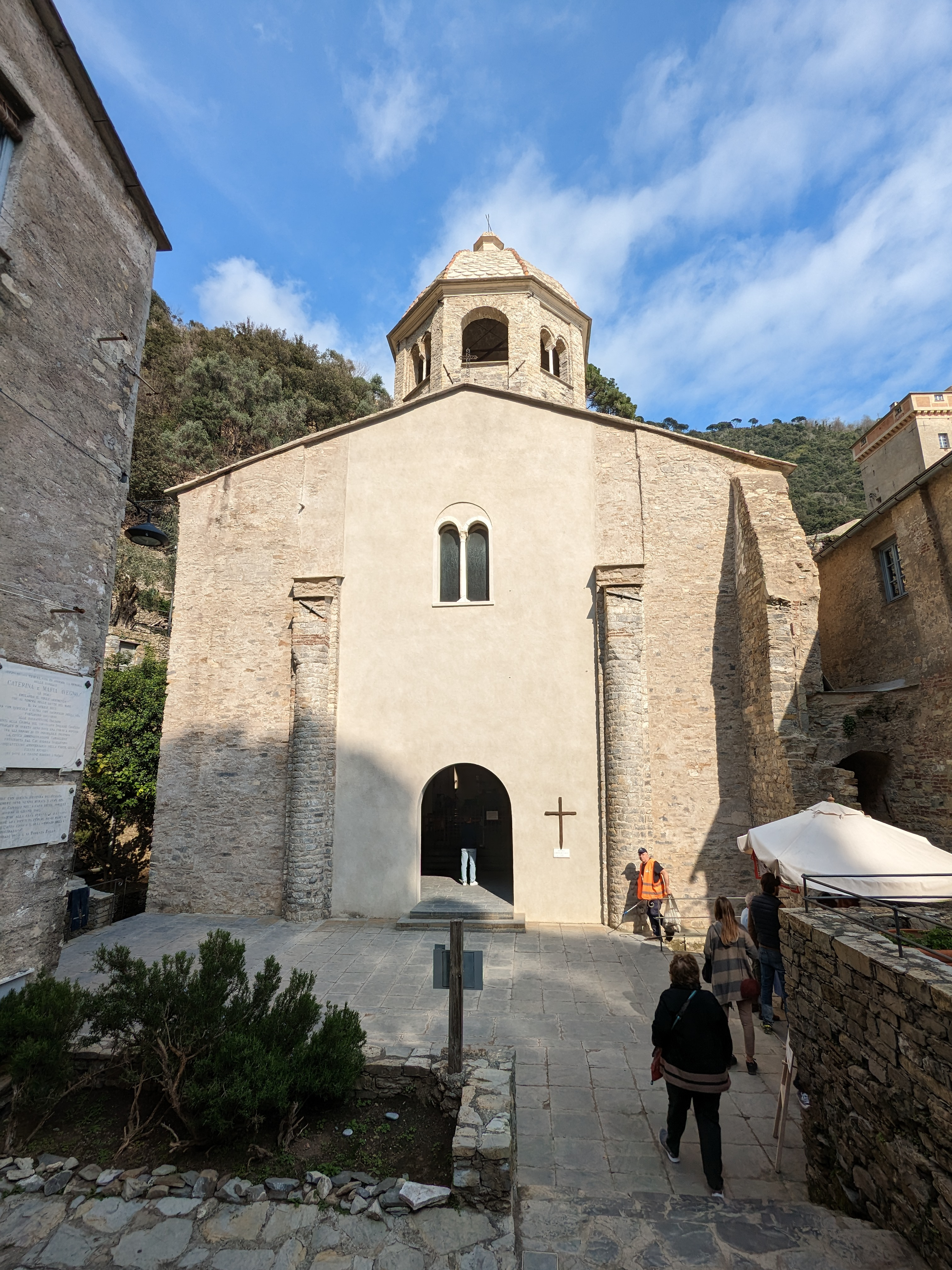
Particolare della chiesa

### Chiesa
Alla chiesa medioevale (detta "monastica") si accede dall'antica sacrestia, ricavata nella sopraelevazione del XVI secolo. Una stanza absidata è usata come cappella. L'edificio è costituito da due parti di cui uno posto anteriormente doveva servire probabilmente da coro per i monaci. Gli intonaci e la pavimentazione sono del X secolo mentre la cripta posta sul fondo, che doveva accogliere le spoglie di abati o nobili Doria, è del XIII secolo, quindi pressoché coeva del sepolcro familiare sotterraneo.
La chiesa "pubblica" fu ricavata alzando l'edificio medioevale soltanto dopo l'abbandono dell'abbazia da parte dei monaci. L'altare maggiore racchiude un piccolo cofano argenteo che racchiude le reliquie dei martiri Fruttuoso, Augurio ed Eulogio.
L'abside, ricavata a ridosso della roccia, la cupola medio bizantina decorata con diciassette preziose arcatelle in pietra del monte e la grande torre nolare ottagonale costituiscono i motivi di maggiore interesse sotto l'aspetto architettonico dell'intero complesso, il cui tetto è rifinito da coperture in ardesia.
Chiude la parte inferiore dell'abbazia il sancta sanctorum, minuscolo vano, il nucleo più antico dell'insediamento, che si ritiene sia stato utilizzato per la conservazione e la venerazione delle reliquie.

### Museo

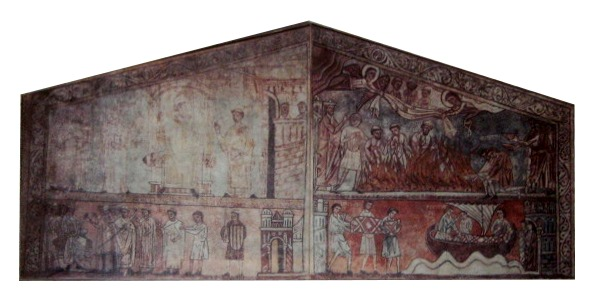
Dipinto di San Fruttuoso presente nel museo

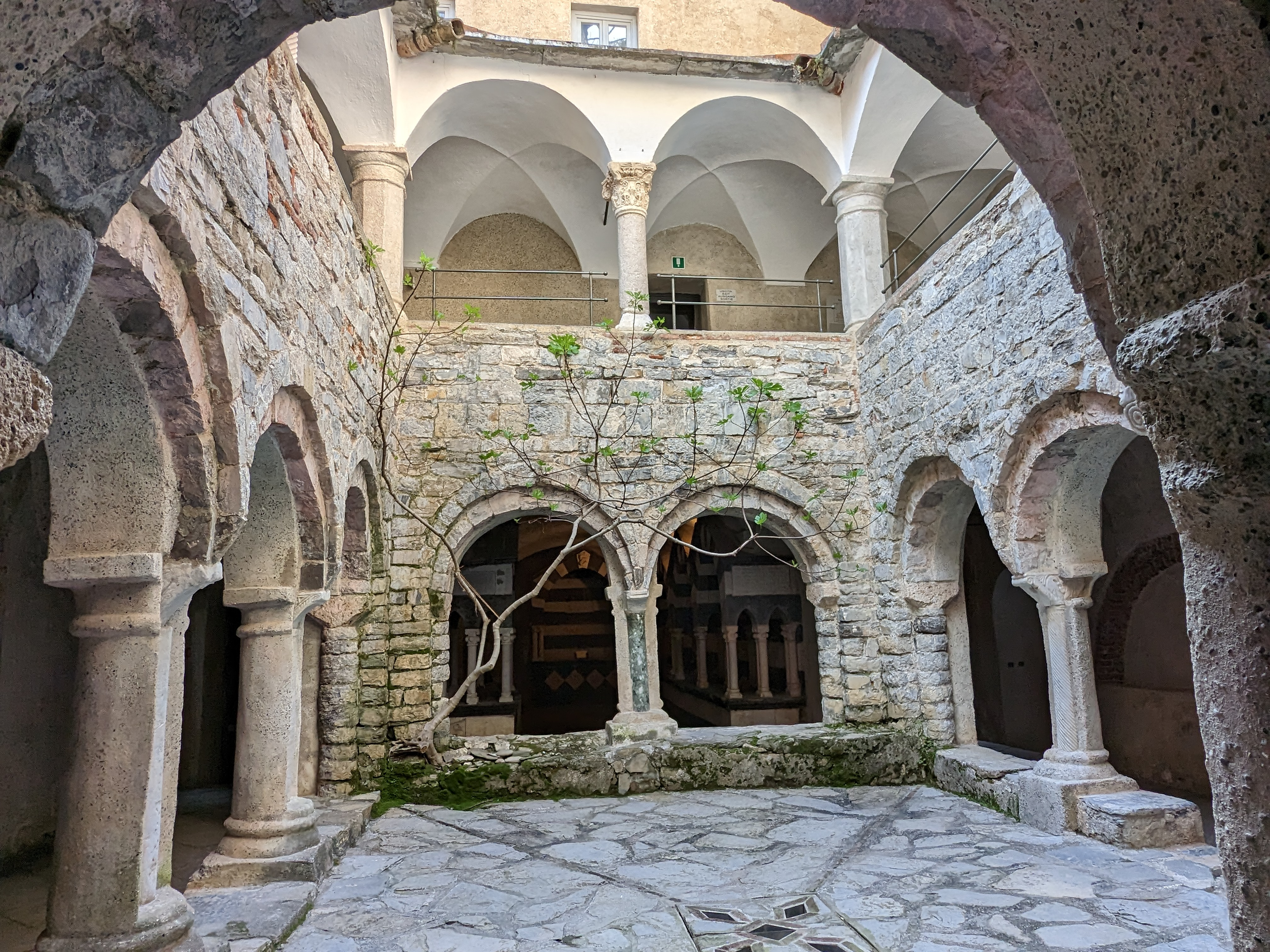
Particolare del chiostro

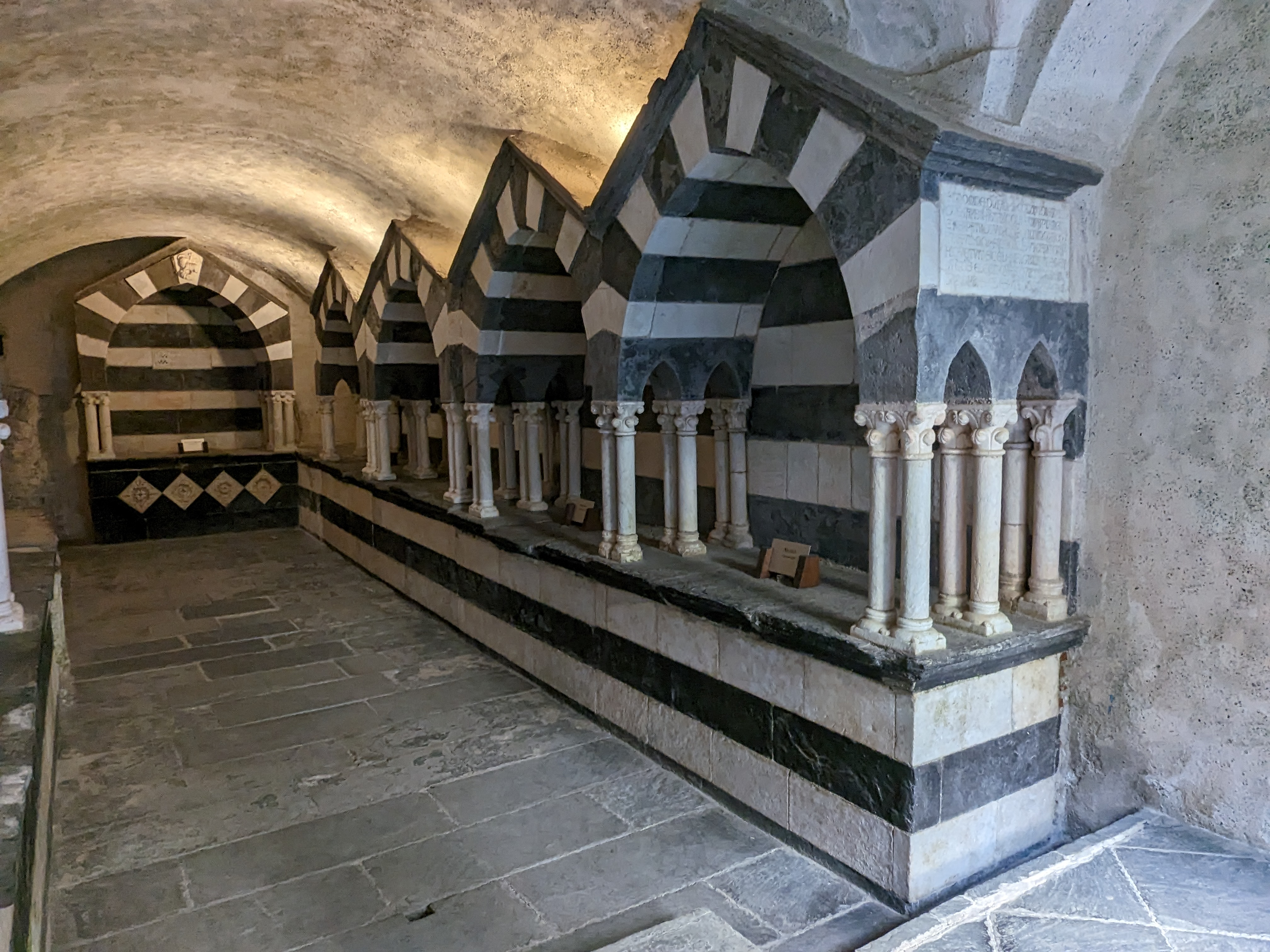
Le tombe dei Doria

Nelle sale del complesso monastico un restauro completato negli anni novanta del Novecento ha rimesso in luce le antiche strutture romaniche quindi è stato allestito un museo dedicato alla storia dell'abbazia. In diverse teche sono esposte le ceramiche da tavola, scoperte in un deposito del monastero e di varie provenienze geografiche, usate dal XIII al XIV secolo dai monaci benedettini.
La primaria torre nolare, considerata tra i più antichi elementi architettonici della Liguria, fu realizzata intorno al X secolo con calotta sferica e leggermente ovale, secondo il canone artistico dei Bizantini. Solo in seguito la struttura fu sovrapposta con una nuova torre ottagonale con lesene a vista.

### Chiostro e sepolcro dei Doria
Il chiostro superiore, costruito nel XII secolo, fu quasi del tutto ricostruito nel corso del XVI secolo per volere del celebre ammiraglio onegliese Andrea Doria. Il chiostro fu dotato di coperture a crociera, con impiego di capitelli in stile romanico e colonne di varia provenienza. La loggia del X secolo è anch'essa romanica e dopo la chiusura temporanea durante i restauri del 1933, è riaperta al pubblico.
Al livello inferiore del chiostro è presente il sepolcro della famiglia Doria, concesso dagli stessi monaci benedettini. Le tombe nobiliari - nelle quali alloggiano le salme di sette membri Doria morti tra il 1275 e il 1305 - sono a fasce alterne in marmo bianco e pietra grigia, come nella classica e tipica bicromia ligure. Sono disposte a schiera sui tre lati del vano e costituite da arche in muratura singole o a coppie - in gran parte con epigrafi - sormontate da arcosoli a sesto acuto, sorretti da piccole colonne in marmo con tettuccio a capanna.
Oltre alle tombe dei sette componenti della famiglia Doria sono presenti altri due sepolcri e un sarcofago romano dei quali si ignorano le identità dei personaggi tumulati.

### Torre

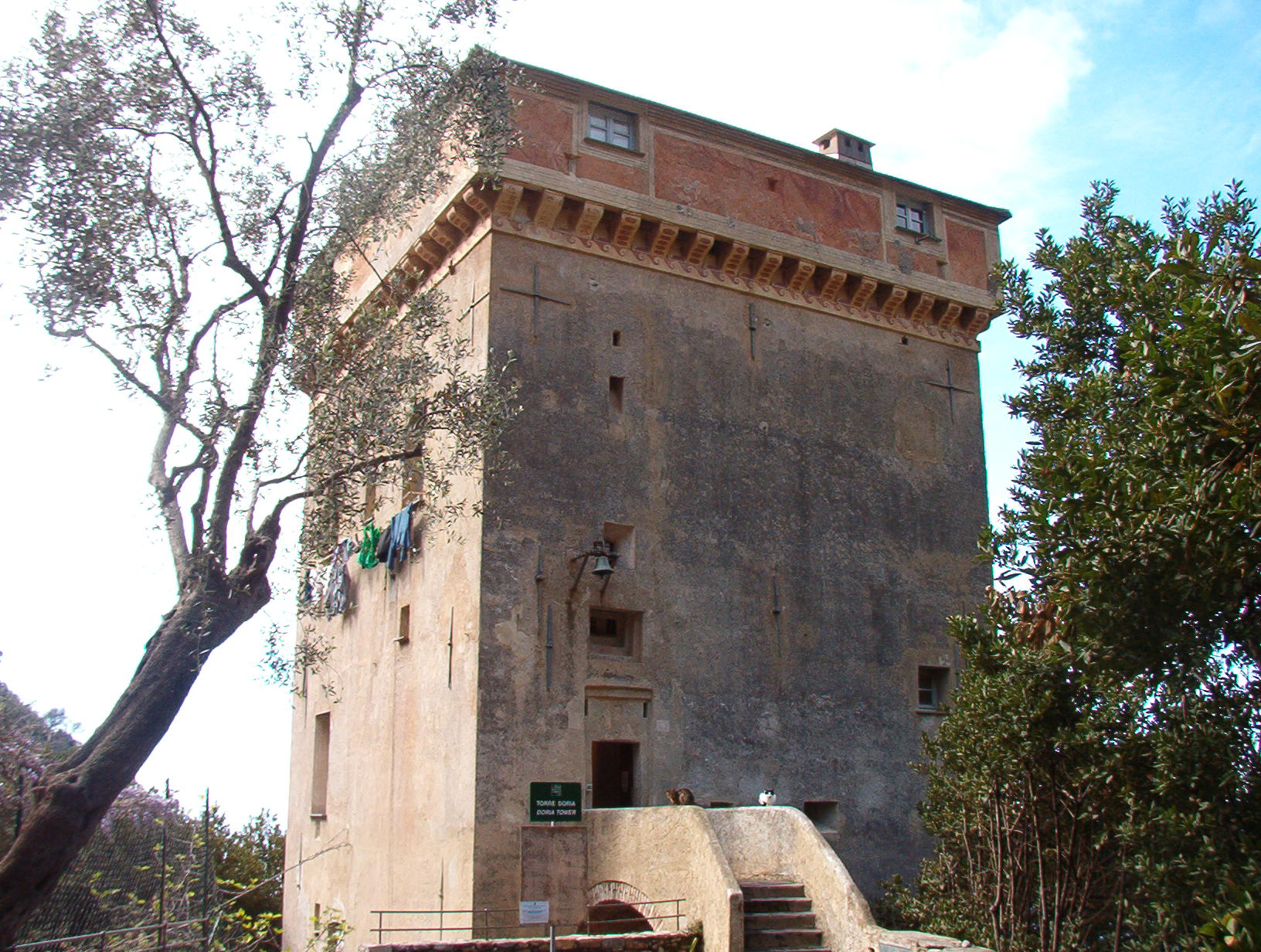
La torre Doria

La torre, intitolata ad Andrea Doria dai suoi eredi, Giovanni, Andrea e Pagano, fu eretta nell'agosto del 1562 lungo la strada che collega l'abbazia al borgo dei pescatori in una ripida scalinata.
Fu costruita a rispetto della clausola di giuspatronato concesso da papa Giulio III ad Andrea Doria nel 1551 per difendere il borgo e la sua provvidenziale sorgente di acqua, utilizzata dai monaci, dalle eventuali incursioni dei corsari barbareschi. La torre era dotata di artiglieria pesante e leggera: tre cannoni in bronzo, un bombardiere, 33 moschetti e archibugi che, per il suo armamento, costò 2687 scudi d'oro. Sulle due facciate è presente lo stemma dei Doria, l'aquila imperiale, mentre altre decorazioni sono visibili sulle cornici e sulle mensole. Cambiò il suo aspetto nel XVII secolo quando venne fatto costruire un nuovo tetto dall'abate Orazio Spinola.

### Torretta
Costruita sullo sperone roccioso posto a ponente della baia fu fatta erigere dal Senato della Repubblica di Genova nel 1561. Costata 940 lire aveva una struttura troncopiramidale con due feritoie grandi e due piccole. Poteva ospitare fino ad 8 militari ed era dotata di due smerigli (cannoni di piccolo calibro).

## Cultura
Vittorio Giovanni Rossi, giornalista e scrittore, ebbe a scrivere:
(Vittorio Giovanni Rossi)

## Vie di comunicazione
Il complesso è raggiungibile tramite un frequente collegamento marittimo - battello - dai centri comunali più vicini della Riviera di Levante come Camogli, Recco, Portofino, Santa Margherita Ligure, Rapallo, Chiavari, Lavagna e Sestri Levante. Vi è inoltre un collegamento diretto con Genova.
Alternativamente si può usufruire del panoramico percorso naturalistico - addentrandosi all'interno del Parco naturale regionale di Portofino - tramite sentieri boschivi da Portofino Vetta o Portofino Mare, dove una ripida discesa permette di raggiungere la baia in novanta minuti da entrambi i sentieri.